# Emilie Piper
Emilie Hedvig Sophia Piper, född 30 augusti 1857 på Löfstad slott, Kimstads socken, död där 13 december 1926, var en svensk grevinna och donator.

## Biografi
Emilie Piper var dotter till Charles Piper. Efter faderns död 1902 övertog hon skötseln av Löfstad, som hon drev fram till sin död. Under sin tid på Löfstad gjorde hon sig känd och uppskattad för sitt stora intresse för de underlydande och deras välbefinnande och hjälpsamhet mot sjuka och behövande. I sitt testamente förordnade Emilie Piper att Löfstad slott med alla befintliga möbler och inventarier skulle tillfalla Östergötlands museum för att bevaras åt eftervärlden. Jorddomänerna och parken donerades till föreningen Sveriges ridderskap och adel.